# Amata waldowi
Amata waldowi là một loài bướm đêm thuộc phân họ Arctiinae, họ Erebidae.